# Ignacy Lewandowski (filolog)
Ignacy Lewandowski (ur. 20 listopada 1936 w Mięcierzynie) – polski filolog klasyczny, dyrektor Instytutu Filologii Klasycznej na Uniwersytecie im. Adama Mickiewicza w Poznaniu (1984–1999), członek Komitetu Nauk o Kulturze Antycznej Polskiej Akademii Nauk (1981–2002). Autor licznych prac z zakresu literatury rzymskiej i polsko-łacińskiej, nagrodzony Złotym Krzyżem Zasługi i Krzyżem Kawalerskim Orderu Odrodzenia Polski.

## Życiorys
Urodził się w 20 listopada 1936 we wsi Mięcierzyn (obecny powiat żniński), gdzie w latach 1945–1950 uczęszczał do szkoły podstawowej. Służył jako ministrant w kościele św. Mateusza w Lubczu. Za namową miejscowego proboszcza parafii św. Mateusza w Lubczu został zapisany do prywatnej szkoły średniej ojców franciszkanów w Jarocinie, gdzie po raz pierwszy miał styczność z łaciną i greką. Po zamknięciu szkoły przez władze komunistyczne rozpoczął naukę w niższym seminarium duchownym w Gnieźnie. W 1957 zdał państwowy egzamin uprawniający go do podjęcia studiów wyższych. Wkrótce pod wypływem profesora Jana Sajdaka rozpoczął studia filologii klasycznej na Uniwersytecie im. Adama Mickiewicza w Poznaniu.
Tytuł magistra uzyskał w 1962 roku na podstawie pracy zatytułowanej Postacie kobiecie w Eneidzie Wergiliusza napisanej pod kierunkiem prof. Jana Wikarjaka. Bezpośrednio po studiach odbył roczny staż asystencki na Katedrze Filologii Klasycznej UAM. W latach 1962–1966 był nauczycielem łaciny i historii starożytnej w IV Liceum Ogólnokształcącym w Poznaniu. Po tym czasie przystąpił do pisania pracy doktorskiej, również pod kierunkiem prof. Wikarjaka. W 1965 został powołany na stanowisko starszego asystenta w Katedrze Filologii Klasycznej. W 1969 uzyskał stopień doktora nauk humanistycznych w zakresie literaturoznawstwa antycznego na podstawie pracy zatytułowanej Florus w Polsce. W 1975, na podstawie pracy habilitacyjnej Recepcja rzymskich kompendiów historycznych w dawnej Polsce (do połowy XVIII wieku), uzyskał stopień doktora habilitowanego. W 1976 objął stanowisko docenta. Tytuł profesorski otrzymał po transformacji ustrojowej w 1989 na podstawie dorobku naukowego i książki pt. Szymon Starowolski. Wybór pism. Na stanowisko profesora zwyczajnego został powołany w 1995.
Wieloletni wykładowca akademicki UAM. Prowadził wykłady na uczelniach zagranicznych. W latach 1981–1984 był zastępcą dyrektora Instytutu Filologii Klasycznej UAM, a w latach 1984–1999 – dyrektorem Instytutu. Od 1995 do przejścia na emeryturę odpowiadał również za kreowanie profilu badawczego jednego z jego zakładów jako kierownik Zakładu Łaciny Średniowiecznej i Nowożytnej. Od 1981 do 2002 zasiadał w Komitecie Nauk o Kulturze Antycznej Polskiej Akademii Nauk. W latach 1976–1984 był przewodniczącym Koła Poznańskiego Polskiego Towarzystwa Filologicznego.
W latach 1980–2007 należał do koła NSZZ „Solidarności” w Instytucie Filologii Klasycznej, a przez pewien czas był jego przewodniczącym. Udziela się w ramach Akademickich Klubów Obywatelskich im. Prezydenta Lecha Kaczyńskiego i jako ich członek znalazł się w składzie komitetu wspierającego kandydaturę Karola Nawrockiego w wyborach prezydenckich w 2025. Pozostaje związany ze Żnińskim Towarzystwem Kultury. Aktywnie działa na rzecz rozpowszechniania wiedzy o życiu i twórczości pałuckich pisarzy, takich jak Klemens Janicki, o którym w 2016 roku wydał książkę biograficzną, i Erazm Gliczner, którego Chronicon regum Poloniae (Kronika królów Polskich) z 1597 roku za sprawą prof. Ignacego Lewandowskiego doczekała się tłumaczenia na język polski w roku 2021.

## Dorobek naukowy
Autor 21 książek i ponad 120 artykułów z zakresu literatury rzymskiej i literatury polsko-łacińskiej, w tym monografii, przekładów dzieł antycznych i nowołacińskch oraz podręczników.
Otrzymywał liczne stypendia zagraniczne (Włochy, Szwajcaria, Niemcy, Austria, Wielka Brytania). Był zapraszany na liczne gościnne wykłady i naukowe pobyty w instytucjach zagranicznych, m.in. do Liège (Belgia), Heidelbergu, Berlina i Bielefeldu (Niemcy), Florencji i Urbino (Włochy), Wiednia (Austria), Wilna (Litwa), Fryburga i Bazylei (Szwajcaria). W latach 1996–1997 jako profesor wizytujący prowadził wykłady i ćwiczenia z historiografii rzymskiej w Katedrze Filologii Klasycznej Uniwersytetu Fryburskiego w Szwajcarii.
Wielokrotnie wyróżniany i nagradzany, uhonorowany m.in. Krzyżem Kawalerskim Orderu Odrodzenia Polski, Medalem Komisji Edukacji Narodowej i Złotym Krzyżem Zasługi. W 2016 został otrzymał medal Homini Vere Academico, a w 2021 – medal Palmae Universitatis Studiorum Posnaniensis, najwyższe wyróżnienie akademickie Uniwersytetu im. Adama Mickiewicza w Poznaniu.

## Życie prywatne
Od 1963 roku żonaty z Marią Lewandowską zd. Walińską, również filologiem klasycznym, z którą wychował czterech synów i doczekał się trzech wnuków oraz jednej wnuczki.

## Wybrane publikacje
- Ignacy Lewandowski (1970). Florus w Polsce. Wrocław: Zakład Narodowy im. Ossolińskich Wydawnictwo PAN
- Ignacy Lewandowski (1976). Recepcja rzymskich kompendiów historycznych w dawnej Polsce. Poznań: UAM
- Ignacy Lewandowski i Jan Wikarjak (1981). Litterae Latinae sermones: Wybór tekstów prozaicznych do nauki języka i literatury łacińskiej. Warszawa: Państwowe Wydawnictwo Naukowe. ISBN 83-01-01680-9.
- Ignacy Lewandowski i Jan Wikarjak (1983). Elementa sermonis latini. Podręcznik dla lektoratów. Warszawa: Państwowe Wydawnictwo Naukowe. ISBN 83-01-02733-9.
- Ignacy Lewandowski (1996). Antologia poezji łacińskiej w Polsce. Poznań: Wydawnictwo naukowe UAM. ISBN 83-232-0735-6.
- Szymon Starowoski i Ignacy Lewandowski (przekł. tekstów łac., wybór i oprac.) (2005). Wybór z pism – Szymon Starowolski. Wrocław: Zakład Narodowy im. Ossolińskich. ISBN 83-04-04827-2.
- Ignacy Lewandowski (2007). Historiografia rzymska. Poznań: Wydawnictwo Poznańskie. ISBN 978-83-7177-406-0.
- Ignacy Lewandowski (2007). Polonia Latina: Szkice o literaturze łacińskiej w dawnej Polsce. A.W. Mikołajczak (red.), K. Dominas (red.), M. Miazek-Męczyńska (red.). Gniezno: Wydawnictwo Fundacji Collegium Europaeum Gnesnense. ISBN 978-83-923994-3-8.
- Ignacy Lewandowski (2014). Penu historicum: Łacińskie traktaty metodologii historii w dawnej Polsce (do końca XVII wieku). Poznań: Wydawnictwo Nauka i Innowacje. ISBN 978-83-63795-46-7.
- Ignacy Lewandowski (2016). Poeta laureatus, czyli życie i dzieło Klemensa Janickiego. Żnin: Żnińskie Towarzystwo Kultury. ISBN 978-83-946-159-1-8.
- Erazm Gliczner i Ignacy Lewandowski (przekł. tekstów łac., wstęp i oprac.) (2021). Chronicon regum Poloniae a Lecho ad Ziemiomislaum – Kronika królów Polski od Lecha do Ziemomysła. Żnin: Żnińskie Towarzystwo Kultury. ISBN 978-83-946159-3-2.